# Joucas
 Joucas  es una población y comuna francesa, en la región de Provenza-Alpes-Costa Azul, departamento de Vaucluse, en el distrito de Apt y cantón de Gordes.
No está integrada en ninguna communauté de communes.

## Demografía
| 303 | 299 | 310 | 308 | 364 | 390 | 391 | 455 | 437 | 435 | 398 | 380 | 397 | 311 | 307 | 265 | 232 | 219 | 206 | 212 | 181 | 169 | 175 | 180 | 195 | 173 | 163 | 201 | 204 | 210 | 258 | 317 |
| Para los censos de 1962 a 1999 la población legal corresponde a la población sin duplicidades (Fuente: INSEE [Consultar]) |     |     |     |     |     |     |     |     |     |     |     |     |     |     |     |     |     |     |     |     |     |     |     |     |     |     |     |     |     |     |     |